# あさぎーにょ
あさぎーにょは、日本のクリエイティブアーティスト、YouTuber、ファッションブランド『POPPY』ディレクター。ニックネームはぎーにょちゃん、ぎにょちゃん、あさぎちゃん、ぎにょ、ぎーにょ、あさちゃんなど。活動名義にも含まれる”あさぎ”は本名であり、特に由来はないことが動画内で母親（ママぎーにょ）が公言している。

## 略歴
大学中退後、歌手を目指し上京するも迷いを感じ始める。そんな折に始めたYouTubeに楽しさや関心を寄せる事柄を見つけ2016年4月から毎日投稿を開始。
現在はクリエイティブアーティストとして『ポップ』をテーマに映像制作、楽曲制作、CM制作、モデル活動、タレント活動、プロデュース活動、イラスト制作を行っている。2022年4月29日に結婚したことを報告した。

## 活動
2017年
- 7月30日 - オリジナルソング「miracle」のMVを投稿。以降、オリジナルソングを全3曲制作し、投稿。
- 11月30日から「勝手にCM作ってみた」を度々投稿、自身の好きな物やお菓子などをテーマに様々なCMを作成。2018年11月現在、10作品がラインナップされている。

2018年
- 2月7日 - カバーソング動画を投稿。最新曲から自身の好きな楽曲、リクエストの多かった楽曲などから選曲。2018年11月現在、20作品がラインナップされている。
- 10月18日 - feat.SonyMusicAuditionグランプリを獲得。

2019年
- 8月29日 - あさぎーにょ公式ファンアプリ（へんてこポップ）をリリース。
- 9月25日から「すったび」のチャンネルを開設。YouTube、TikTok、Instagramなど様々なSNSで活動している「ひなた」と共に旅行動画を投稿している。登録者数は約4万人、総再生回数は約290万回である。(2020年1月現在)
- YouTube FanFest Japan ラインアップコンテストにて4組のファイナリストの中から優勝し、2019年12月4日に幕張メッセで開催されたYouTube Fan Fest2019(YTFF)に出演した。

2020年
- 6月17日 - 自身がプロデュースするファッションブランドの名称を『henteco pop』から『poppy』へ変更することを発表した。

2021年
- 7月20日、元SHE IS SUMMERのMICOと制作した楽曲「夢のつづき」をリリース。同日、ミュージックビデオ公開[6]。

2022年
- 3月31日、Vlog映画「グッバイ、コスモス」(YouTubeタイトル『記憶をかえしてください』)(監督:竹林亮)を公開。企画、キャスト、主題歌を担当した[7]。

2023年
- 3月2日、Sunny Sunny名義でソニー・ミュージックよりメジャーデビューし、第一弾として「One Sunny Day」をリリース[8]。

## メディア
- 2018年2月25日 - 楽天スーパーポイントスクリーン[9]
- 2018年3月24日 - 「古着女子」トークショー[10]、ステッカーを制作・配布
- 『mer（2018年8月号）』[11]
- 2018年6月30日 - TikTok楽曲提供、CM制作「投げキッス運動」[12]
- 2018年7月21日 - 東京MX「恋に乾杯」出演
- 2018年10月28日 - ロッテFit’sCM・楽曲制作[13]
- 2018年11月5日 - グリコポッキーTikTok楽曲制作[14]
- 2018年11月13日 - ハーゲンダッツMMV[15]
- 2021年3月 - カンロ「ピュレグミ」『#スキトキメキトピュレ』シリーズCM（20パターン）出演（伊藤さやかの楽曲『恋の呪文はスキトキメキトキス』の替え歌を歌唱）　自身の洋服ブランドpoppyの店舗を原宿にオープン
- 2021年4月 - ホンダ「ヴェゼル」CM出演
- 2021年6月 - 明治「明治エッセルスーパーカップSweet‘s」WebCM出演[1]